# 룽청구 (차오양시)
룽청구(한국어: 용성구, 중국어: 龙城区, 병음: Lóngchéng Qū)는 중화인민공화국 랴오닝성 차오양 시의 행정구역이다. 넓이는 641km2이고, 인구는 2007년 기준으로 190,000명이다.
과거 전연, 후연, 북연 세 왕조의 수도였던 화룡성(和龍城)으로 불렸다.

## 행정 구역
4개 가도, 4개 진, 2개 향을 관할한다.
- 가도: 马山街道, 向阳街道, 新华街道, 半拉山街道.
- 진: 七道泉子镇, 西大营子镇, 召都巴镇, 和大平房镇.
- 향: 边杖子乡, 和联合乡.